# Trần Hữu Dũng
Trần Hữu Dũng (1945–2023) là một giáo sư kinh tế học gốc Việt của Đại học Wright State tại Dayton, Ohio, Mỹ. Ông chuyên về nghiên cứu kinh tế vùng Đông Á, đặc biệt là Việt Nam, đồng thời là một nhà nghiên cứu có nhiều đóng góp về tư duy kinh tế cho Việt Nam.

## Tiểu sử
Trần Hữu Dũng (sinh 1945 ở tỉnh Mỹ Tho, nay là tỉnh Tiền Giang) là con của bác sĩ Trần Hữu Nghiệp (với người vợ đầu), một nhà giáo trí thức Cách mạng lão thành của Nhà nước Cộng hòa Xã hội chủ nghĩa Việt Nam. Khi ông còn nhỏ thì cha của ông tập kết ra Bắc.
Ông sang Mỹ du học từ năm 1963. Sau khi tốt nghiệp kỹ sư điện tử và cử nhân vật lý năm 1967, ông về nước làm chuyên viên tại Trung tâm Nghiên cứu Nguyên tử Đà Lạt. Năm 1972, ông trở qua Mỹ lần nữa và tốt nghiệp tiến sĩ kinh tế tại Đại học Syracuse năm 1978. Từ năm 1982 đến nay, ông dạy môn kinh tế vĩ mô, kinh tế quản lý và kinh tế thế giới cho bằng thạc sĩ quản trị kinh doanh tại Đại học Wright State.
Ông là biên tập viên quản lý của cổng web nổi tiếng Arts & Letters Daily, trang web được tờ New York Times khen tặng là "Điểm hẹn của trí thức toàn cầu" và được trao giải Webbys trong lĩnh vực Internet.
Ông đồng thời là người sáng lập và điều hành trang mạng Viet-studies (viet-studies.info, nay là viet-studies.net) cập nhật thường xuyên các bài báo, báo cáo nổi bật trong và ngoài nước về tình hình kinh tế, chính trị, xã hội, và văn hóa Việt Nam.
Ông có con trai là KTS. Trần Hữu Minh Duẩn và một con gái làm bác sĩ.
Ông mất ngày 28 tháng 2 năm 2023 tại Dayton, bang Ohio, Hoa Kỳ.

## Đóng góp về tư duy kinh tế cho Việt Nam
Trần Hữu Dũng cũng đóng góp cho Việt Nam những tư duy kinh tế trong việc hoà nhập với nền kinh tế thế giới thông qua việc viết bài cho các tờ báo kinh tế ở trong nước. Ngoài ra, ông thường xuyên cùng một số trí thức trong và ngoài nước tổ chức các hội thảo khoa học đánh giá về tình hình kinh tế – xã hội của Việt Nam.